# Kamoya Kimeu
Kamoya Kimeu, né probablement en 1938 dans le comté de Makueni et mort le 20 juillet 2022 à Nairobi, au Kenya, est l'un des principaux assistants kényans des paléoanthropologues britanniques Louis et Richard Leakey. Il a participé à de nombreuses découvertes de fossiles d'Hominina au Kenya et en Tanzanie.

## Biographie
Kamoya Kimeu est né dans le comté de Makueni, dans le sud du Kenya, probablement en 1938, selon Philomena Mwelu, une personne proche de sa mère.
Sa carrière a commencé quand Louis Leakey l'a poussé à constituer une équipe locale d'assistants qui s'est entrainée à découvrir les fossiles à demi enterrés. Cette équipe a porté le titre informel de hominid gang (ou gang des Hominina) à cause du type de fossiles trouvés et de la vitesse à laquelle ce groupe prospectait et identifiait un grand nombre de restes d'intérêt pour l'étude de l'arbre généalogique de l'espèce humaine.
Il fut notamment lui-même le découvreur en 1964 à Peninj, en Tanzanie, dans l'équipe de Louis Leakey, de la mandibule de Peninj, attribuée à Paranthropus boisei et datée d'1,5 million d'années, et en 1984 à l'ouest du lac Turkana, au Kenya, dans l'équipe de Richard Leakey, du garçon du Turkana, le squelette très complet d'un adolescent Homo ergaster daté aussi d'1,5 million d'années.
Kamoya Kimeu est mort à Nairobi, au Kenya, le 20 juillet 2022, à l'âge probable de 84 ans.